# モン・デュー隕石

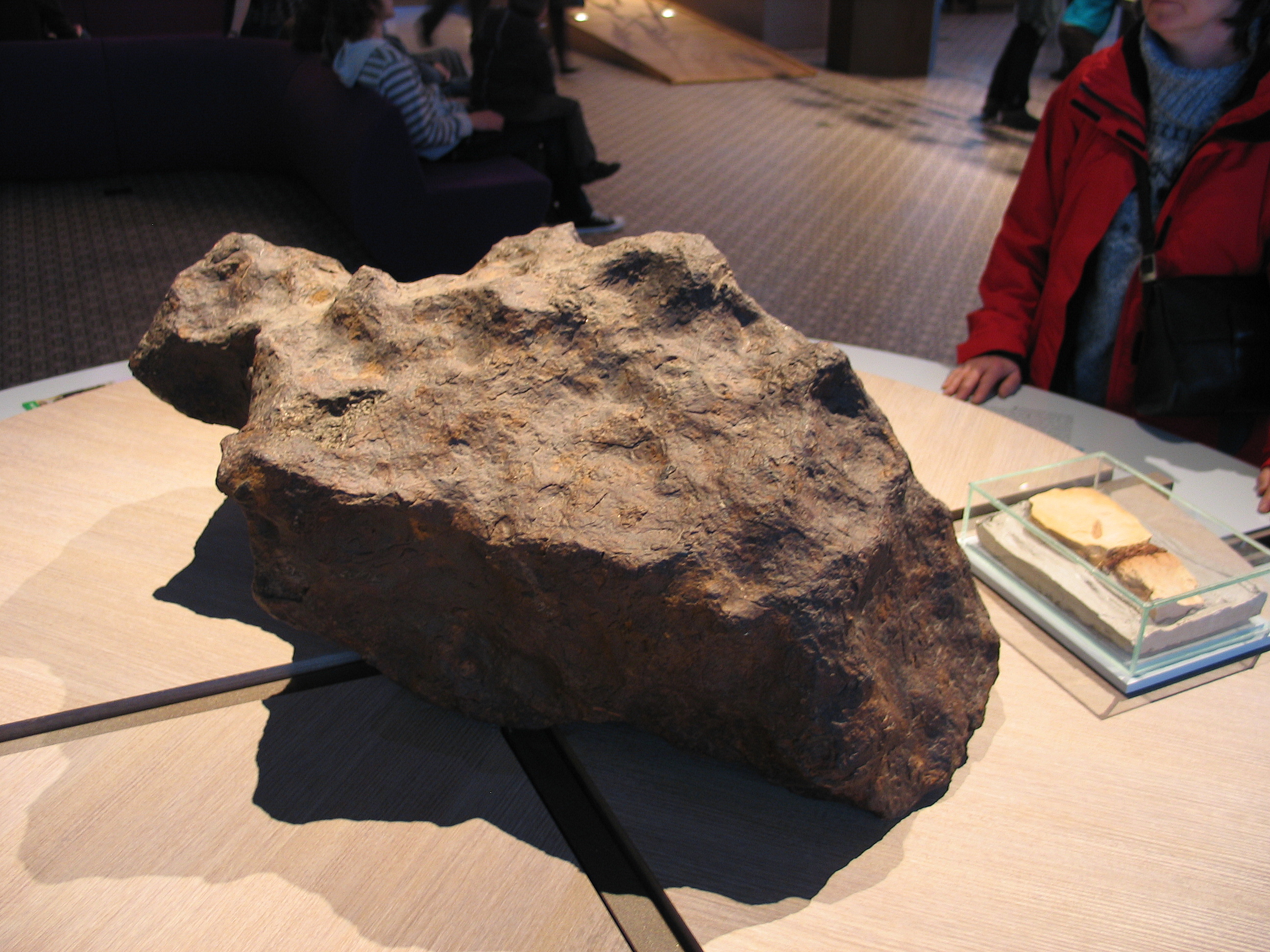
モン・デュー隕石（ベルギー王立自然史博物館）

モン・デュー隕石（モン・デューいんせき、Mont Dieu meteorite）は1994年および1999年にフランス・アルデンヌ県スダン近郊のル・モン＝デューで発見された鉄隕石で、ヨーロッパで発見された隕石としては2番目に大きい隕石である。珪酸塩鉱物を含むグループIIEのオクタヘドライトである。
1994年に最大45kgの約50個の隕石（総重量95kg）が発見され、さらに1999年に発見された大きさ80x80x40cm、重量が435kgの最大の隕石が2006年にベルギー王立自然史博物館に購入され、2007年から展示が始められた。